# Alessandro Gentile
Alessandro Gentile (Maddaloni, 12 de novembro de 1992) é um basquetebolista profissional italiano que atualmente joga na Serie A pelo Virtus Segafredo Bologna. O atleta possui 2,01m e atua na posição Ala-armador.